# Rozália Trencsíková
Rozália Trencsíková (* 4. června 1947) byla československá politička ze Slovenska maďarské národnosti a bezpartijní poslankyně Sněmovny lidu Federálního shromáždění za normalizace.

## Biografie
K roku 1976 se profesně uvádí jako pracovnice drůbežářské farmy.
Ve volbách roku 1976 zasedla do Sněmovny lidu (volební obvod č. 153 - Štúrovo, Západoslovenský kraj). Ve Federálním shromáždění setrvala až do konce funkčního období, tedy do voleb roku 1981.